# MKS Lublin
MKS FunFloor Perła Lublin – polski żeński klub piłki ręcznej z Lublina. Dwudziestodwukrotny mistrz Polski i jedenastokrotny zdobywca Pucharu Polski. Zwycięzca Pucharu EHF w sezonie 2000/2001, zwycięzca Challenge Cup w sezonie 2017/2018 i ćwierćfinalista Ligi Mistrzyń w sezonach 1999/2000 i 2001/2002. Występuje w Superlidze.

## Historia
Rozgrywki ligowe
Swoje początki klub ma w 1933 roku, kiedy to powołano Międzyszkolny Klub Sportowy w Lublinie. W 1992 sponsorem głównym Międzyszkolnego Klubu Sportowego Lublin została należącą do Tadeusza Strzęciwilka firma budowlana Montex. W sezonie 1992/1993 lubelski zespół prowadzony przez trenerów Henryka Grundszoka i Waldemara Czubalę wywalczył awans do najwyższej klasy rozgrywkowej. Zadebiutował w niej 25 września 1993 w wyjazdowym meczu ze Zgodą Rudą Śląską (24:19). Debiutancki sezon 1993/1994 w ekstraklasie lubelska drużyna zakończyła na 4. miejscu w tabeli. W sezonie 1994/1995 Montex Lublin zdobył pierwsze mistrzostwo Polski, które obronił w kolejnych ośmiu sezonach. Trenerem zespołu był w tym okresie Andrzej Drużkowski, który odszedł z drużyny na pięć kolejek przed końcem sezonu 2002/2003 (zespół zajmował wówczas 1. miejsce w tabeli z przewagą siedmiu punktów nad drugą w tabeli Piotrcovią Piotrków Trybunalski).
W 2002 klub borykał się z kłopotami organizacyjnymi i finansowymi, a zawodniczki nie otrzymywały pensji. Pod koniec 2002 strategicznym sponsorem drużyny została firma POL-SKONE. W 2003 zespół szczypiornistek MKS-u Lublin został przekazany do Bystrzycy Lublin. W sezonie 2003/2004 Bystrzyca Lublin zajęła w ekstraklasie 2. miejsce, ustępując w tabeli AZS-owi AWFiS Gdańsk (pięć punktów straty). W 2004 drużynę przejęło nowo powstałe Stowarzyszenie Piłki Ręcznej Lublin. W sezonie 2004/2005 lubelski klub powrócił na ligowy szczyt, wywalczając dziesiąte mistrzostwo Polski po pokonaniu w finale AZS-u AWFiS Gdańsk (33:32; 34:32; 31:30 – maj 2005). W krajowych rozgrywkach lubelska drużyna dominowała do 2010. W kolejnych dwóch sezonach zajęła 2. i 3. miejsce. W sezonie 2010/2011 przegrała w finale z Zagłębiem Lubin, natomiast w sezonie 2011/2012 pokonała w meczu o brązowy medal AZS Politechnikę Koszalińską. Do 2013 klub nosił nazwę SPR Lublin.
W 2013 klub powrócił do historycznej nazwy MKS Lublin, a jego sponsorem została firma Selgros. W latach 2013–2016 MKS zdobył cztery kolejne mistrzostwa Polski. W sezonach 2012/2013 i 2013/2014 pokonał w finale Zagłębie Lubin, w sezonie 2014/2015 zwyciężył GTPR Gdynię, natomiast w sezonie 2015/2016 wygrał z Pogonią Szczecin (w rywalizacji finałowej – 7 i 8 oraz 14 i 15 maja 2016 – było 3:1 dla MKS-u; sezon zasadniczy lubelski klub zakończył na 2. miejscu w tabeli ze startą jednego punktu do Pogoni). W sezonie 2016/2017, w którym zmieniono system rozgrywek, likwidując fazę play-off, MKS Lublin po raz pierwszy od 23 lat nie zdobył medalu mistrzostw Polski – zajął w Superlidze 4. miejsce (21 zwycięstw, dwa remisy i dziewięć porażek). We wrześniu 2017 sponsorem tytularnym klubu została Perła. W sezonie 2017/18 Perła zdobyła mistrzostwo z przewagą 10 punktów nad Zagłębiem Lubin. W kolejnym sezonie lublinianki obroniły tytuł. W kampanii 2019/20, skróconej z powodu pandemii COVID-19, Perła zdobyła pierwsze mistrzostwo w historii zawodowej superligi. Od  nowego sezonu 2021 klub zdobył kolejnego sponsora tytularnego jakim jest firma FunFloor. Pełna nazwa zespołu od nowego sezonu to MKS Funfloor Perła Lublin.
Europejskie puchary
W europejskich pucharach klub z Lublina zadebiutował w sezonie 1994/1995, w którym dotarł do 1/4 finału Pucharu Miast, w której został pokonany przez duński Ikast FS (17:19; 21:19)
W Lidze Mistrzyń klub grał przez 13 sezonów (1995–2004, 2013–2016 i 2019/20), dwukrotnie docierając w niej do 1/4 finału. W sezonie 1999/2000 MKS wygrał grupę D (odniósł pięć zwycięstw i poniósł jedną porażkę) i w ćwierćfinale spotkał się z Wołgogradem AKVA – w meczu wyjazdowym przegrał 21:28, natomiast w rozegranym 26 marca 2000 w Lublinie spotkaniu rewanżowym zremisował 28:28 (wynik ten dał awans do półfinału drużynie rosyjskiej). W sezonie 2001/2002 MKS Lublin zajął 2. pozycję w grupie D (trzy mecze wygrał i trzy przegrał; jego grupowymi rywalami były macedoński Kometal Skopje, słoweński RK Krim i rosyjski Wołgograd AKVA) i ponownie awansował do 1/4 finału LM. W niej zmierzył się z HERZ-FTC Budapeszt – w pierwszym meczu rozegranym w Lublinie 17 marca 2002 szczypiornistki z Lublina odniosły jednobramkowe zwycięstwo (32:31), jednak w rewanżu przegrały dwoma golami (23:25), co dało awans do półfinału zespołowi węgierskiemu. Uczestnicząc w sezonach 2013/2014, 2014/2015 i 2015/2016 w Lidze Mistrzyń, MKS wygrał jeden mecz, jeden zremisował i 16 przegrał, każdorazowo zajmując ostatnie miejsce w grupie. Jedyne zwycięstwo w tym okresie w LM szczypiornistki z Lublina odniosły 2 listopada 2014, pokonując we własnej hali francuski Metz Handball (35:31). Domowe mecze MKS-u w Lidze Mistrzyń oglądało w sezonach 2013/2014, 2014/2015 i 2015/2016 przeciętnie 2,2 tys. kibiców. W kampanii 2019/2020 lublinianki zakończyły udział na fazie grupowej, nie zdobywając punktu.
W sezonie 2000/2001 MKS Lublin odniósł największy sukces w swojej historii – zdobył Puchar EHF. Zmagania w tych rozgrywkach rozpoczął od trzeciej rundy, następnie przeszedł rundę czwartą i 1/4 finału, w półfinale pokonał Zagłębie Lubin (31:16; 34:24), natomiast w rozegranym 6 i 12 maja 2001 dwumeczu finałowym wygrał z chorwacką Podravką Koprivnica (28:21; 24:24). W Pucharze EHF klub z Lublina dwukrotnie dotarł też do ćwierćfinału – w sezonie 2007/2008 odpadł z niego w tej rundzie po porażce z Dinamem Wołgograd (20:30; 32:29), natomiast w sezonie 2009/2010 przegrał w 1/4 finału z duńskim Randers HK (24:34; 26:24).
W sezonach 2012/2013, 2014/2015 i 2015/2016 klub występował w Pucharze Zdobywców Pucharów. W sezonie 2017/2018 zwyciężył w Challenge Cup.

## Sukcesy
Krajowe
- Mistrzostwa Polski:
  -  1. miejsce: (22x) 1994/1995, 1995/1996, 1996/1997, 1997/1998, 1998/1999, 1999/2000, 2000/2001, 2001/2002, 2002/2003, 2004/2005, 2005/2006, 2006/2007, 2007/2008, 2008/2009, 2009/2010, 2012/2013, 2013/2014, 2014/2015, 2015/2016, 2017/2018, 2018/2019, 2019/2020
  -  2. miejsce: (5x) 2003/2004, 2010/2011, 2021/2022, 2022/2023, 2024/2025
  -  3. miejsce: (3x) 2011/2012[3] 2020/2021, 2023/2024

- Puchar Polski:
  -  1. miejsce (11x) 1995/1996, 1996/1997, 1997/1998, 1999/2000, 2000/2001, 2001/2002, 2005/2006, 2006/2007, 2009/2010, 2011/2012[3], 2017/2018
  -  2. miejsce: (5x) 2007/2008, 2013/2024, 2020/21, 2023/24, 2024/25

- Superpuchar Polski:
  - Zwycięstwo: 2009[11]

Międzynarodowe
- Liga Mistrzyń:
  - 1/4 finału: 1999/2000, 2001/2002[10]

- Puchar EHF:
  - Zwycięstwo: 2000/2001
  - 1/4 finału: 2007/2008, 2009/2010[10]

- Challenge Cup
  - Zwycięstwo: 2017/2018

- Puchar Zdobywców Pucharów:
  - 1/4 finału: 2014/2015[10]

- Puchar Miast:
  - 1/4 finału: 1994/1995[10]

## Kadra w sezonie 2024/25
Opracowano na podstawie materiału źródłowego.
| Bramkarki - 12. Weronika Gawlik - 26. Paulina Wdowiak - 1. Antonija Mamic Rozgrywające - 68. Anouk Nieuwenweg - 8. Dominika Więckowska - 17. Magda Więckowska - 19. Michalina Pastuszka - 43. Szimonetta Planeta - 18. Stela Posavec - 66. Aleksandra Rosiak - 9. Aleksandra Tomczyk | Skrzydłowe - 21. Daria Szynkaruk - 31. Magda Balsam - 3. Oktawia Płomińska - 23. Julia PietrasObrotowe - 6. Joanna Andruszak - 2. Aleksandra Olek - 13. Sylwia Matuszczyk |

## Sztab Szkoleniowy
| Trenerzy - I trener. Monika Marzec - II trener. Piotr Dropek Fizjoterapeuci - Beata Gwizdek - Tomasz Pietras Kierownik Drużyny - Radosław Kozaczuk Trenerzy przygotowania fizycznego - Paweł Woliński - Mateusz Nowicki Trener mentalny zespołu - Beata Drewienkowska |

## Zawodniczki

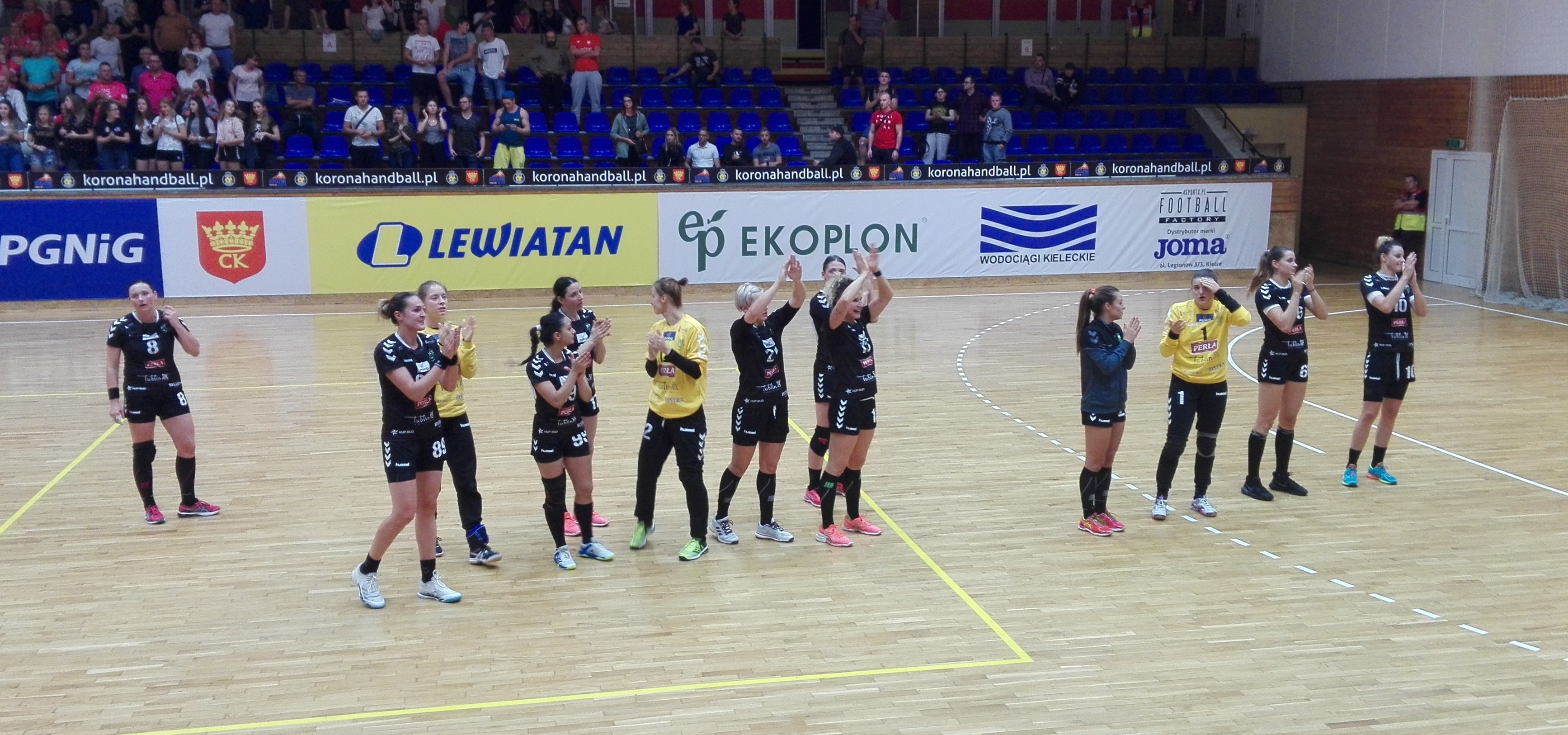
Zawodniczki MKS-u Lublin po meczu 1. kolejki Superligi w sezonie 2017/2018

W 2013 roku, w związku z 20. rocznicą debiutu MKS-u Lublin w najwyższej klasie rozgrywkowej, klub przygotował listę „20 legend klubu”. Znalazły się na niej:

- Magdalena Chemicz
- Edyta Danielczuk
- Anna Ejsmont
- Anna Garwacka
- Izabela Kowalewska
- Dagmara Kowalska
- Agnieszka Kozak
- Wioletta Luberecka
- Małgorzata Majerek
- Dorota Małek
- Natalia Martynienko
- Monika Marzec
- Iwona Nabożna
- Izabela Puchacz
- Kristina Repelewska
- Inna Silantyeva
- Ewa Wilczek
- Sabina Włodek
- Alina Wojtas
- Renata Żukiel

W 2019 roku, z okazji 25. rocznicy debiutu w europejskich pucharach, listę powiększono o pięć nazwisk:
- Beata Aleksandrowicz
- Joanna Drabik
- Agnieszka Kowalska
- Małgorzata Rola
- Kamila Skrzyniarz

## Trenerzy
- Waldemar Czubala i Henryk Grundszok (1992–1993)
- Jerzy Ciepliński (1993–1994)
- Andrzej Drużkowski (1994–2003)
- Waldemar Czubala (2003)
- Edward Jankowski (2003)
- Tomáš Kuťka (2003–2004)
- Edward Jankowski (2004–2007)
- Ryszard Czyż (2007)
- Ján Packa (2007–2008)
- Edward Jankowski (2008–2009)
- Grzegorz Gościński (2009–2010)
- Edward Jankowski (2011–2013)
- Sabina Włodek (2013–2016)
- Neven Hrupec (2016–2017)
- Robert Lis (2017-20)
- Kim Rasmussen (2020-2021)
- Monika Marzec (2021-2022)